# Quinta (propriedade)

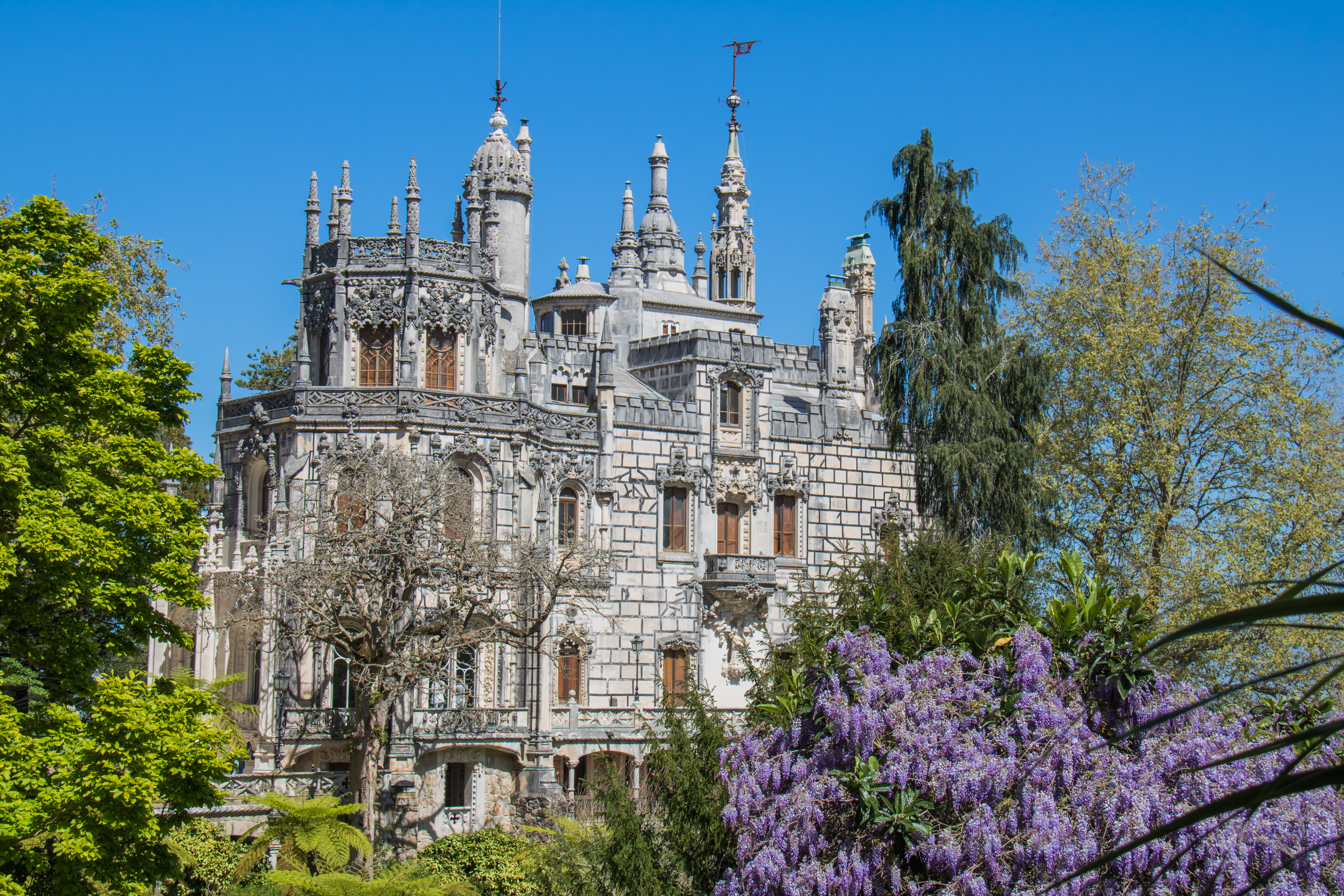
Quinta da Regaleira em Sintra.

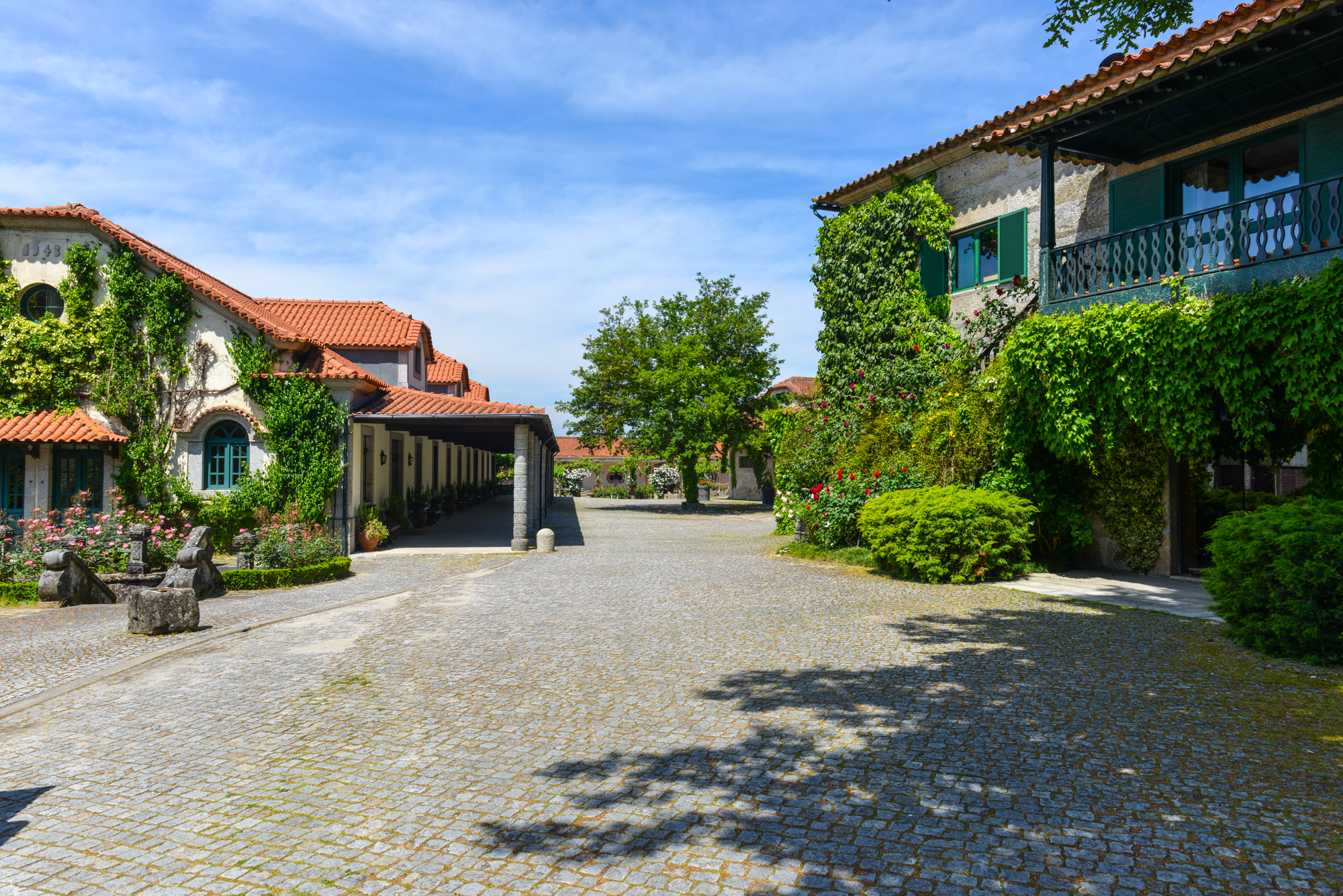
Quinta da Aveleda em Penafiel, uma quinta rural, tradicional.

Quinta é como é frequentemente chamada uma propriedade rural de grandes dimensões em Portugal e em outros países lusófonos, normalmente com casa de habitação.  O termo pode ser usado para uma grande propriedade ou herdade.
Quinta, de forma geral, é como os portugueses chamam suas propriedades rurais, normalmente apresentando uma habitação no terreno. Na linguagem do vinho, podem ser propriedades vinícolas com vinhedos, assim chamadas nas principais regiões portuguesas, e frequentemente dando o nome ao produto.